# Шабан Иляз
Шабан Иляз (на македонска литературна норма: Шабан Иљаз) е поет и преводач от Северна Македония, от цигански произход.

## Биография
Роден е през 1955 година в Скопие, тогава в Югославия. Завършва средно образование. Член е на Дружеството на писателите на Македония от 1996 година.